# Renocila yamazatoi
Renocila yamazatoi là một loài chân đều trong họ Cymothoidae. Loài này được Williams & Williams miêu tả khoa học năm 1987.